# فرانکفورتر روندشاو

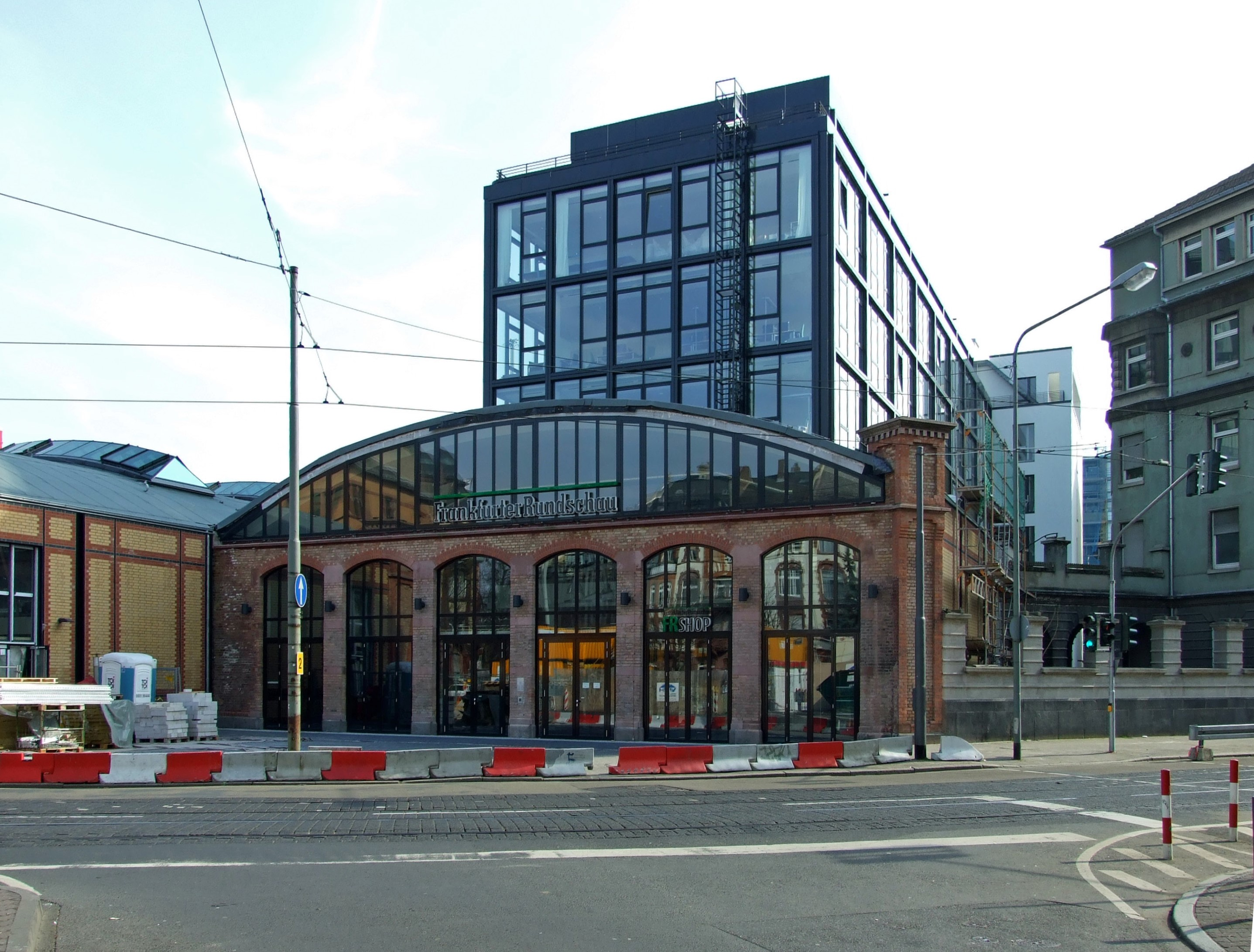
تصویری از ساختمان تحریریه روزنامه فرانکفورتر روندشاو در فرانکفورت.

فرانکفورتر روندشاو (به آلمانی: Frankfurter Rundschau) روزنامه‌ای معتبر و سراسری در آلمان است که در شهر فرانکفورت منتشر می‌شود.
در سال ۲۰۱۲ میلادی، روزنامه فرانکفورتر روندشاو که از اوت ۱۹۴۵ میلادی منتشر می‌شد، اعلام ورشکستگی کرد. نهایتاً روزنامه توسط فرانکفورتر آلگماینه زایتونگ خریداری شد.